# یوزف هارپه
یوزف هارپه (به آلمانی: Josef Harpe) (۲۱ سپتامبر ۱۸۸۷، ۱۴ مارس ۱۹۶۸) یک نظامی آلمانی در دوره امپراتوری آلمان، جمهوری وایمار و رایش سوم بود که فرماندهی واحدهای ورماخت را در طول جنگ جهانی دوم بر عهده داشت.
ترفیع درجات:
- ۲۰ مارس ۱۹۱۱: ستوان دوم
- ۱۸ آوریل ۱۹۱۵: ستوان یکم
- ۱۸ آوریل ۱۹۱۸: سروان
- ۱ آوریل ۱۹۳۱: سرگرد
- ۱ مه ۱۹۳۵: سرهنگ دوم
- ۱ ژانویه ۱۹۳۷: سرهنگ
- ۱ اوت ۱۹۴۰: سرتیپ
- ۱۵ ژانویه ۱۹۴۲: سرلشکر
- ۱ ژوئن ۱۹۴۲: سپهبد (ژنرال نیروهای زرهی)
- ۲۰ آوریل ۱۹۴۴: ارتشبد